# Höherer Kommandeur Marine Paris
Der Höhere Kommandeur Marine Paris (H.K.Mar. Paris), später Höherer Kommandeur Marine West war eine Dienststellung der Kriegsmarine der Wehrmacht.

## Geschichte
Der Höhere Kommandeur Marine Paris wurde im Juni 1943 in Paris eingerichtet. Er hatte die Truppenteile des Marinegruppenkommandos West zugeordnet, welche nicht im Befehlsbereich der Kommandierenden Admirale des Marinegruppenkommandos unterstellt waren. Die Unterstellung der Dienststelle erfolgte unter das Marinegruppenkommando West. 
Im August 1944, mit der Befreiung von Paris, wurde die Dienststelle in Belfort zum Höheren Kommandeur Marine West. Später kam die Dienststelle nach Rappoltsweiler und im Oktober 1944 nach Freiburg. Im Oktober 1944 wechselte mit der Auflösung der Marinegruppenkommandos auch die Unterstellung zum Marineoberkommando West. Im Januar 1945 wurde die Dienststelle aufgelöst.
Einziger Höherer Kommandeur der beiden Dienststellen war der Konteradmiral Werner Lindenau.

## Gliederung Höheren Kommandeur Marine West
- Marine-Stammregiment 3
- Marine-Stammregiment 6 (ab 30. August 1944)